# Palacio de los Catalá de Valeriola

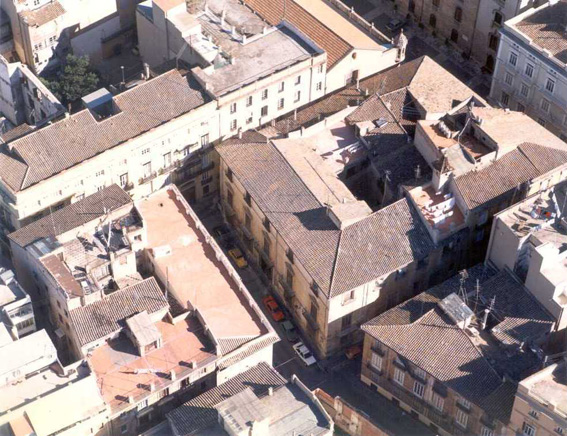
Vista aérea

El palacio de los Catalá de Valeriola situado en la plaza de Nules, número 2, de la ciudad de Valencia es, al igual que otras muchas casas solariegas valencianas, el fruto de múltiples intervenciones y reformas, así en este palacio se han realizado desde el siglo XV hasta el año 2006, año de la última rehabilitación integral. 
El edificio, siguiendo las pautas del gótico civil valenciano, se organiza en torno a un patio central con una escalera en ángulo que conduce a la planta noble, decorada con una moldura en zigzag. 
De la fábrica gótica, tan solo restan algunos elementos estructurales, tales como la referida escalera, los arcos escarzanos que delimitan el patio y el dintel de uno de los ventanales geminados. 
La gran reforma del inmueble en su configuración actual, no tendrá lugar hasta 1727, cuando se compra la casa contigua ocupándose casi la totalidad de la manzana y realizándose la nueva fachada principal a la plaza de Nules cambiándose así la orientación del edificio. Se reflejan al exterior los cuatro niveles tradicionales en que se dividen los palacios valencianos, con el semisótano, dedicado a almacén; el entresuelo, utilizado como planta de servicios; la planta noble, donde se encuentra la residencia señorial y el piso alto, en donde se sitúan las habitaciones de los criados v los desvanes. Todo el cuerpo de la fachada, está construido en fábrica de ladrillo, asentada sobre un basamento de sillares a modo de zócalo, destacando los grandes balcones de la planta noble, apoyados sobre tornapuntas: La puerta principal, con dintel de cantería, da paso a un amplio zaguán dividido en dos crujías por un arco escarzano alrededor del cual se abren diversas dependencias y las dos escaleras laterales que dan paso al entresuelo y la planta principal. 
En el siglo XIX por cambio de propiedad el escudo pertenece a la familia Escofet. La intervención neogótica en el patio, en el cual se abrieron grandes balconadas sobre los arcos escarzanos y se reformó la puerta de acceso al piso principal.
Entre 2002 y 2006 se lleva a cabo la rehabilitación integral del edificio, actuación que ha aportado el descubrimiento de artesonados, la reconstitución espacial de dependencias y la repristinación decorativa y cromática de los paramentos. 
El año 2003 fue adquirido por la Generalidad Valenciana para ser la sede del Departamento de Vicepresidencia.  